# Marcellus (tegenkeizer)
'Marcellus' (overleden in 366) was een officier in het Romeinse leger, aanhanger van tegenkeizer Procopius en zelf voor korte tijd tegenkeizer.

## Marcellus' usurpatie
Er zijn twee versies van de geschiedenis van zijn usurpatie, de eerste verteld door Ammianus Marcellinus, een historicus en tijdgenoot, de tweede door Zosimus, een historicus van het begin van de 6e eeuw.

### Ammianus Marcellinus' versie
Ammianus Marcellinus onderstreept het feit dat Marcellus familie was van Procopius (een lid van de Constantijnse dynastie). In 365 kwam Procopius in opstand tegen keizer Valens, waarbij hij het paars aannam (d.i. de keizerlijke waardigheid); Marcellus werd zijn beschermer en werd belast met de verdediging van Nicea. Toen in 366, Procopius werd gedood, doodde Marcellus Serenianus, een wrede generaal van Valens die door Procopius te Cyzicus was gevangengenomen, en veroverde vervolgens Chalcedon.
Procopius had zich voor zijn usurpatie beroepen op zijn band met de Constantijnse familie en op de ondersteuning door sommige barbaarse volkeren; Marcellus probeerde zijn eigen band met Procopius uit te buiten en een alliantie met Gotische stammen te consolideren, en riep zichzelf uit tot keizer, maar zijn bewind was kort. Valens' magister militum, Equitius, kwam Procopius' dood ter ore en hij viel hierop Marcellus aan en nam hem gevangen. Na een paar dagen werden Marcellus en een aantal van zijn aanhangers ter dood gebracht.

### Zosimus' versie
Volgens Zosimus, werd Marcellus door Procopius van Constantinopel naar Bithynia gezonden, om de cavalerie-eenheid onder Serenianus' bevel en trouw aan Valens te counteren. Serenianus bezette Cyzicus, maar Marcellus belegerde de stad en nam haar in, waardoor Serenianus werd gedwongen te vluchten. Na een korte achtervolging in Lydië werd hij door Marcellus gedood.
Na Procopius' dood wist Valens Marcellus gevangen te nemen. Volgens Zosimus en Johannes van Antiochië, werd Marcellus verdacht van het plannen van een usurpatie, daar hij was aangetroffen met de regalia van Procopius. Aldus beval Valens zijn dood en die van zijn familie en aanhangers.

## Antieke bronnen
- Ammianus Marcellinus, Res Gestae XXVI 10.1-5.
- Johannes van Antiochië, fr. 184.2.
- Zosimus, Historia Nova IV 6.3-5, 8.3-4.